# Turistická značená trasa 2732
 Turistická značená trasa č. 2732 měří 11,3 km; spojuje obec Sklabiňa (okres Martin) a vrch Jarabiná (obec Ľubochňa, okres Ružomberok) v pohoří Velká Fatra na Slovensku.

## Průběh trasy
Z obce Sklabiňa] mírně stoupá Sklabinskou dolinou proti proudu Sklabinského potoka k rozcestí Mažiarky, odtud pěšinou pod vrchy Tisové a Končitý vrch nastoupává na vrch Jarabiná.
| Km   | Místo           | Navazující a křižující trasy           | Souřadnice                     | Nadm. výška  |
| ---- | --------------- | -------------------------------------- | ------------------------------ | ------------ |
| 0    | Sklabiňa        |                                        | 49°2′45″ s. š., 19°0′16″ v. d. | 483 m n. m.  |
| 1,1  | Medzi mníchmi   | 8646                                   | 49°2′30″ s. š., 19°1′34″ v. d. | 523 m n. m.  |
| 2,9  | Na Jame         | 8646                                   | 49°2′4″ s. š., 19°2′7″ v. d.   | 555 m n. m.  |
| 4,9  | Mažiarky        | 8643                                   | 49°1′3″ s. š., 19°2′20″ v. d.  | 748 m n. m.  |
| 8,3  | Bukoviny        |                                        | 49°0′58″ s. š., 19°4′38″ v. d. | 1038 m n. m. |
| 10   | Sedlo za Kečkou | 5635                                   | 49°0′36″ s. š., 19°5′44″ v. d. | 992 m n. m.  |
| 11,3 | Jarabiná        | 0870 (Velkofatranská magistrála), 5635 | 49°0′33″ s. š., 19°6′42″ v. d. | 1314 m n. m. |